# مدح (دراما)
المدح أو الأمدوحة (بالإسبانية: Loa)‏ هي مقدمة موسيقية قصيرة ومرحة كانت تستغرق خمس دقائق تقريبًا، وتشمل مدائح وثناءات للمدينة التي كان العرض يتم فيها وأيضًا للفرقة التمثيلية نفسها. وأحيانًا كانت تحتوي على نقد للسيدات الثرثارات أو إشارات إلى حياة الممثلين. كان هدف المديح هو تهدئة نفاذ صبر الجمهور وجذب انتباهه للفرقة التمثيلية قبل بدء المسرحية، لكي تبدأ في هدوء وبدون أي أحداث طارئة أو مفاجئة. واختفت بعد ذلك من المسارح تدريجيًا بدءًا من عام 1617.